# Andriej Szamarin
Andriej Wasiljewicz Szamarin (ros. Андрей Васильевич Шамарин, ur. 1904 w Nowonikołajewsku, zm. 1994) – funkcjonariusz radzieckich służb specjalnych, generał major.

## Życiorys
Od grudnia 1921 w organach Czeki/GPU w Czeriepanowie, od kwietnia 1924 do maja 1925 pracownik gubernialnego oddziału GPU w Nowonikołajewsku, następnie w okręgowym oddziale GPU w Omsku, od marca 1926 członek WKP(b). Od września 1929 do września 1930 kursant Centralnej Szkoły OGPU ZSRR, potem pracownik sektora operacyjnego GPU w Omsku, od stycznia 1934 do listopada 1935 pracownik sektora operacyjnego GPU/NKWD w Barnaule, od listopada 1935 do 25 października 1937 szef punktu operacyjnego NKWD stacji Tajga, od 22 marca 1936 porucznik, a od 22 sierpnia 1937 starszy porucznik bezpieczeństwa państwowego. Od 25 października 1937 funkcjonariusz Wydziału Transportu Drogowego (DTO) NKWD Kolei Tomskiej, od kwietnia do sierpnia 1941 szef Sekretariatu Zarządu NKWD obwodu nowosybirskiego, od sierpnia 1941 do sierpnia 1942 szef Zarządu Kontrwywiadowczego Zarządu NKWD obwodu nowosybirskiego, 7 kwietnia 1942 awansowany na kapitana bezpieczeństwa państwowego. Od sierpnia 1942 do 28 stycznia 1943 zastępca szefa Zarządu NKWD obwodu nowosybirskiego, od 28 stycznia do 7 maja 1943 zastępca szefa Zarządu NKWD obwodu kemerowskiego, 11 lutego 1943 awansowany na podpułkownika bezpieczeństwa państwowego, od 7 maja 1943 do 14 lutego 1948 szef Zarządu NKWD/MWD obwodu kemerowskiego, 12 maja 1943 mianowany pułkownikiem bezpieczeństwa państwowego, 14 grudnia 1944 komisarzem bezpieczeństwa państwowego, a 9 lipca 1945 generałem majorem. Od 2 sierpnia 1948 do 2 czerwca 1949 szef Zarządu Wołgobałtstroja (budowy Kanału Wołżańsko-Bałtyckiego) i Wytiegrskiego Poprawczego Obozu Pracy MWD, od 2 czerwca 1949 do 31 stycznia 1950 szef Zarządu Budownictwa i Poprawczego Obozu Pracy Kanału Wołga-Don, od 20 marca 1950 do 30 marca 1951 zastępca szefa Zarządu Poprawczego Obozu Pracy i Budownictwa Kopalń Żelaza MWD, od 30 marca 1951 do 18 lutego 1952 zastępca szefa Zarządu Poprawczego Obozu Pracy i Budownictwa Kopalń Żelaza ds. Przedsiębiorstw Pomocniczych, od 18 lutego 1952 do 14 maja 1953 zastępca szefa Zarządu Poprawczego Obozu Pracy i Budownictwa Kopalń Żelaza ds. Obozu, od 14 maja 1953 do 16 stycznia 1954 p.o. szefa Zarządu Poprawczego Obozu Pracy w Krasnojarsku, następnie zwolniony.

## Odznaczenia
- Order Lenina (21 maja 1947)
- Order Czerwonego Sztandaru (3 listopada 1944)
- Order Czerwonej Gwiazdy (20 września 1943)
- Odznaka "Honorowy Funkcjonariusz Czeki/GPU (XV)" (9 maja 1938)

I 3 medale.